# Daniel Vujasinović
Daniel Vujasinović (Zagabria, 13 settembre 1989) è un cestista sloveno.

## Palmarès
- Campionato sloveno: 1

Primorska: 2018-19
- Coppa di Slovenia: 1

Primorska: 2018